# Сельское поселение «Шивиинское» (Шелопугинский район)
Се́льское поселе́ние «Шивиинское» — муниципальное образование в Шелопугинском районе Забайкальского края Российской Федерации.
Административный центр — село Шивия.

## История
Статус и границы сельского поселения установлены Законом Читинской области от 19 мая 2004 года «Об установлении границ, наименований вновь образованных муниципальных образований и наделении их статусом сельского, городского поселения в Читинской области».

## Население
| 2010 | 2011 | 2012 | 2013 | 2014 | 2015 | 2016 |
| ---- | ---- | ---- | ---- | ---- | ---- | ---- |
| 608  | ↘605 | ↘575 | ↘560 | ↘552 | ↘536 | ↘513 |
| 2017 | 2018 | 2019 | 2020 | 2021 |      |      |
| ↘501 | ↘493 | ↘491 | ↘479 | ↘388 |      |      |

## Состав сельского поселения
| № | Населённый пункт | Тип населённого пункта       | Население |
| - | ---------------- | ---------------------------- | --------- |
| 1 | Дая              | село                         | ↘114      |
| 2 | Селекционная     | село                         | ↘63       |
| 3 | Шивия            | село, административный центр | ↘301      |